# Andreasgymnasiet
Andreasgymnasiet var ett gymnasium med kristen profil, beläget i Nackademins lokaler i Solna kommun. Huvudman för skolan var Föreningen Andreasgymnasiet.

## Historia
Skolan inhyste sig ursprungligen i ena flygeln till Kristinebergs slott på Kungsholmen i Stockholm. Första terminen hade den endast till en början fem elever. Programmen som erbjöds var Naturvetenskapsprogrammet och Samhällsvetenskapsprogrammet. Hösten 2009 startade man även Barn- och fritidsprogrammet.
År 2010 flyttade man till lokaler nära Huvudsta Centrum och 2014 till lokaler i Tomteboda. 
Huvudman för skolan var Föreningen Andreasgymnasiet, en förening som bildades av föräldrar och lärare från olika kyrkor och församlingar. Denna förening uppgick en tid i frikyrkoförsamlingen International Mission Church men blev åter fristående från samfund.

## Program
De program som kunde läsas på Andreasgymnasiet var Naturvetenskapsprogrammet, Samhällsvetenskapsprogrammet och Barn- och fritidsprogrammet. Man erbjöd även introduktioner för elever utan betyg i Svenska som andraspråk.

## Kritik
Andreasgymnasiet blev vid flera tillfällen uppmärksammat i medierna efter anmälningar om brister i undervisningen och kränkningar.
Skolan har tidigare uppmärksammats på grund av anklagelser om att ha undervisat om homosexualitet som en synd. Den dåvarande rektorn, Margaretha Sundbom, intervjuades i SVT:s Aktuellt den 1 augusti 2007 om hur skolans undervisning var upplagd. Rektorn har sagt att skolan i sin undervisning öppnar möjligheter för eleverna att tro på andra saker än evolutionsteorin, förutom då bibliska skapelseberättelsen även andra varianter såsom intelligent design och dylikt.
År 2010 inkom en anmälan till Skolinspektionen från en elev på skolan. Anmälaren hävdade att skolans lärare och rektor vid upprepade tillfällen framhållit homosexualitet som en synd och att elever därigenom kan känna sig kränkta och/eller utfrysta. Skolinspektionen konstaterade i ett beslut från den 28 april samma år att skolan, trots att man uppmanats att bemöta elevens påstående, inte har tillbakavisat uppgifterna och ansåg därför att händelsen var allvarlig .